# Spansk Jennet
Jennet är en utdöd hästras som hade sin härstamning i medeltidens Spanien. Jennet innebar en liten häst, en underkategori till de kända spanska hästarna. Jennet kan även betyda mula eller åsna. Namnet Jennets betydelse varierar från plats till plats. Men historiskt sett var Jennet en häst från Spanien, väl omtalad bland europeiska riddare, bland annat på grund av den mycket lättridna extra gångarten dessa hästar besatt, en mycket jämn och bekväm passgång. I bland annat amerikanska lexikon kan man slå upp hästen under namnet genet och får då förklaringen till en liten spansk ridhäst. Idag håller uppfödare i USA på att föda upp en kopia av den ursprungliga spanska jenneten, den så kallade spanska Jennethästen.

## Historia
Grottmålningar som daterats ända bak till 18 000 f. Kr visar typiska lättare hästar som ofta visade upp exotiska färger som den prickiga tigrerade färgen eller den fläckiga skäckfärgen, färger som senare skulle bli mycket populära bland adel i Europa. Den spanska jenneten uppvisade ofta dessa färger och nämndes troligtvis först under antiken. 
Först under medeltiden skulle den välkända Jenneten (även kallad Iberiskt varmblod) komma att kallas "arabisk häst" av de invaderande morerna och till viss del uppblandas med orientaliska hästar som förts till Spanien och Portugal med de invaderande morerna på 700-talet e. Kr, och även av asiatiska stäpphästar som fördes till Spanien med handelsresande från Mellanöstern. Jenneten användes o stor omfattning för att förbättra andra raser, men då under beteckningen "arabisk häst" (historien skrivs som bekant alltid av den som vinner kriget). 
Uppfödningen av rena jennets förlades då till hemliga och väl bevakade befästningar uppe i de spanska bergen. De användes för gerillakrig, var väldigt effektiva p.g.a. sin stridsförmåga och förmåga att förflytta sig snabbt i oländig terräng även nattetid. Det var mycket tack vare dessa hästar Spanien blev befriade från morerna på 1400-talet e. Kr. Än i dag föds ättlingar till de här hästarna upp på så gott som hemliga, väl skyddade och undangömda platser. De är också fortfarande klassade som "krigsmateriel" av det spanska försvarsministeriet.
De medeltida riddarna använde Jenneten i strider och till de långa korstågen genom Europa. Dessa riddare red på hästar som på spanska kallades la jineta. Namnet Jennet, eller även Jenny kom senare att betyda mula eller åsna i engelska språket, antagligen som en förnedrande gest mot Spanien. 
Den spanska jenneten var mer en underkategori till Spansk häst och kom senare att enbart kallas för detta. Dagens motsvarighet finns i de hästar som kommit att kallas Spansk mustang som utvecklades ur de spanska hästar som fördes till amerika av de spanska conquistadorerna och som sedan rymde eller släpptes fria och förvildades.

## Karaktär
Då den spanska jenneten försvann in i den spanska hästen för flera tusen år sedan så finns inte många skrifter om hästens karaktär. Men då den användes som krigshäst och packdjur så hade den med största sannolikhet ett stort mod, styrka och uthållighet. 
Dock finns fortfarande mycket kunskap kvar hos de spanska uppfödarfamiljerna, men den har av tradition betraktats och använts som krigshemligheter, och i första hand vidarebefordrats i muntlig och praktisk tradition. Det finns dock även en del nedskrivet, även om det inte är troligt att dessa hemligheter någonsin publicerats.
Mest känd var jenneten för den bekväma flytande gång som hästarna besitter som var mycket bekväm för ryttarna att rida. Den skulle närmast kunna beskrivas som en flytande blandning av alla gångarter på en gång - och ger en känsla av att flyta fram på ett riktigt kraftfullt och snabbt moln. De spanska jenneterna förekom i många exotiska färger som tigrerad och skäck som idag ärvts till den amerikanska Appaloosan, Painthästen och många andra raser med dessa udda färger.